# Jugend

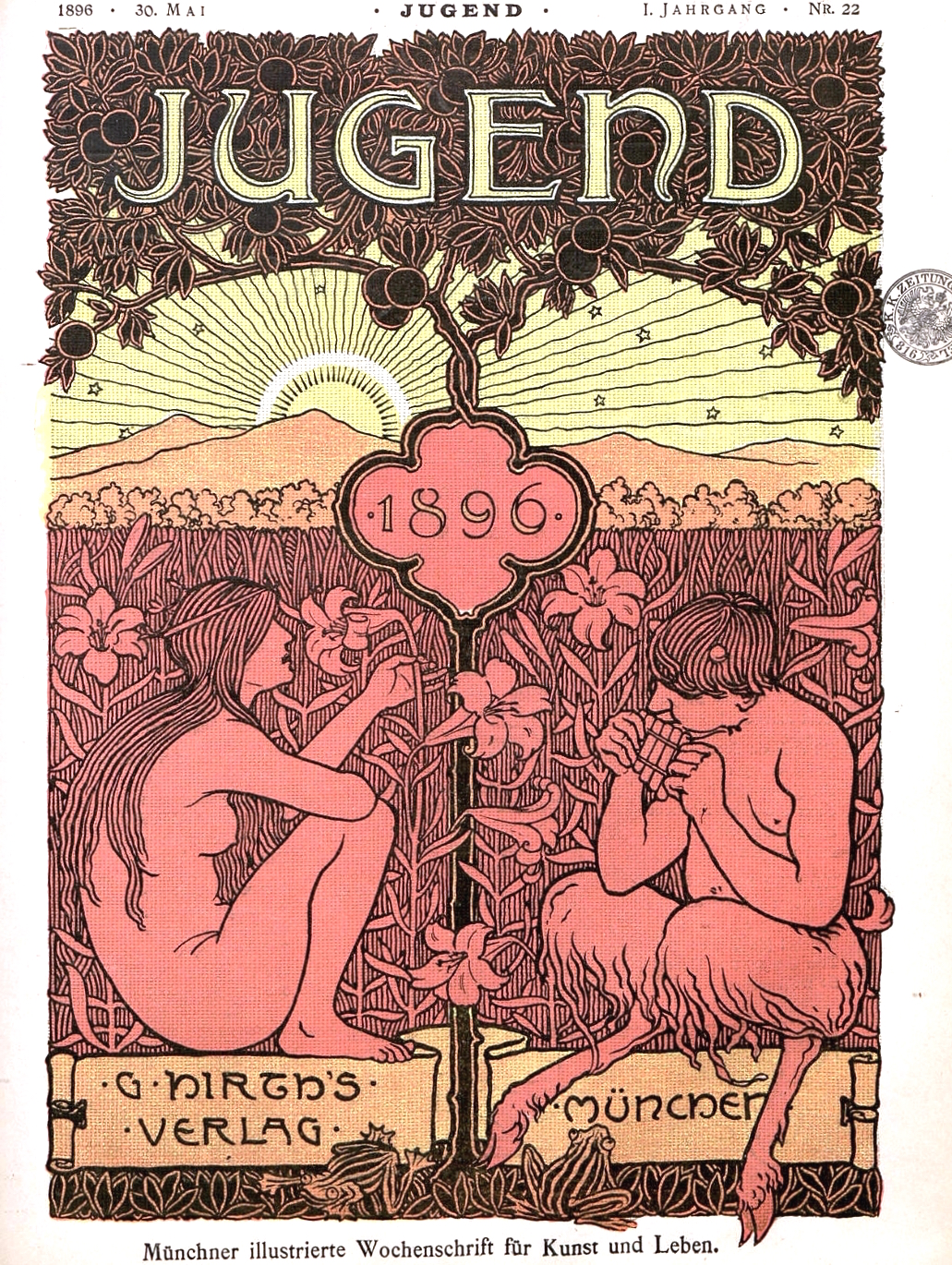
Primer número de Jugend, Múnich, 30 de mayo de 1896.

Jugend – Münchner illustrierte Wochenschrift für Kunst und Leben fue una revista literaria y artística fundada por Georg Hirth que se publicó en Múnich de 1896 a 1940. Tras la muerte de Hirths fue publicada por Franz Schoenberner. Los redactores principales entre otros Hans E. Hirsch, Theodor Riegler, Wolfgang Petzet. También colaboraron otros redactores como Fritz von Ostini o Albert Matthäi.
El Jugend dio nombre al Modernismo en Alemania, pues allí se conoce como Jugendstil, y está considerada una publicación relevante para el arte y la literatura del cambio de siglo. Sin embargo, el contenido y la orientación del Jugend no se redujo, en su auge, al Jugendstil. Junto a las ilustraciones modernas y ornamentadas los textos satíricos y críticos desempeñaron un papel importante en la publicación.
A partir del inicio de la Primera Guerra Mundial el Jugend fue tomando un tono romántico elogioso de la nación alemana y la región bávara. Esto cambió a mediados de la década de 1920, en la que se publicó de nuevo a artistas de las jóvenes generaciones, textos de Kurt Tucholsky, Erich Kästner y dibujos de George Grosz.
Tras 1933 se alineó con la línea völkisch del Partido Nazi. En 1940 dejó de publicarse.
La Hemeroteca Municipal de Madrid conserva parte de la publicación desde el número 1 en 1896 hasta 1937. Desde su catálogo se ofrece acceso directo a la copia digital de la Universidad de Heilderberg

## Artistas

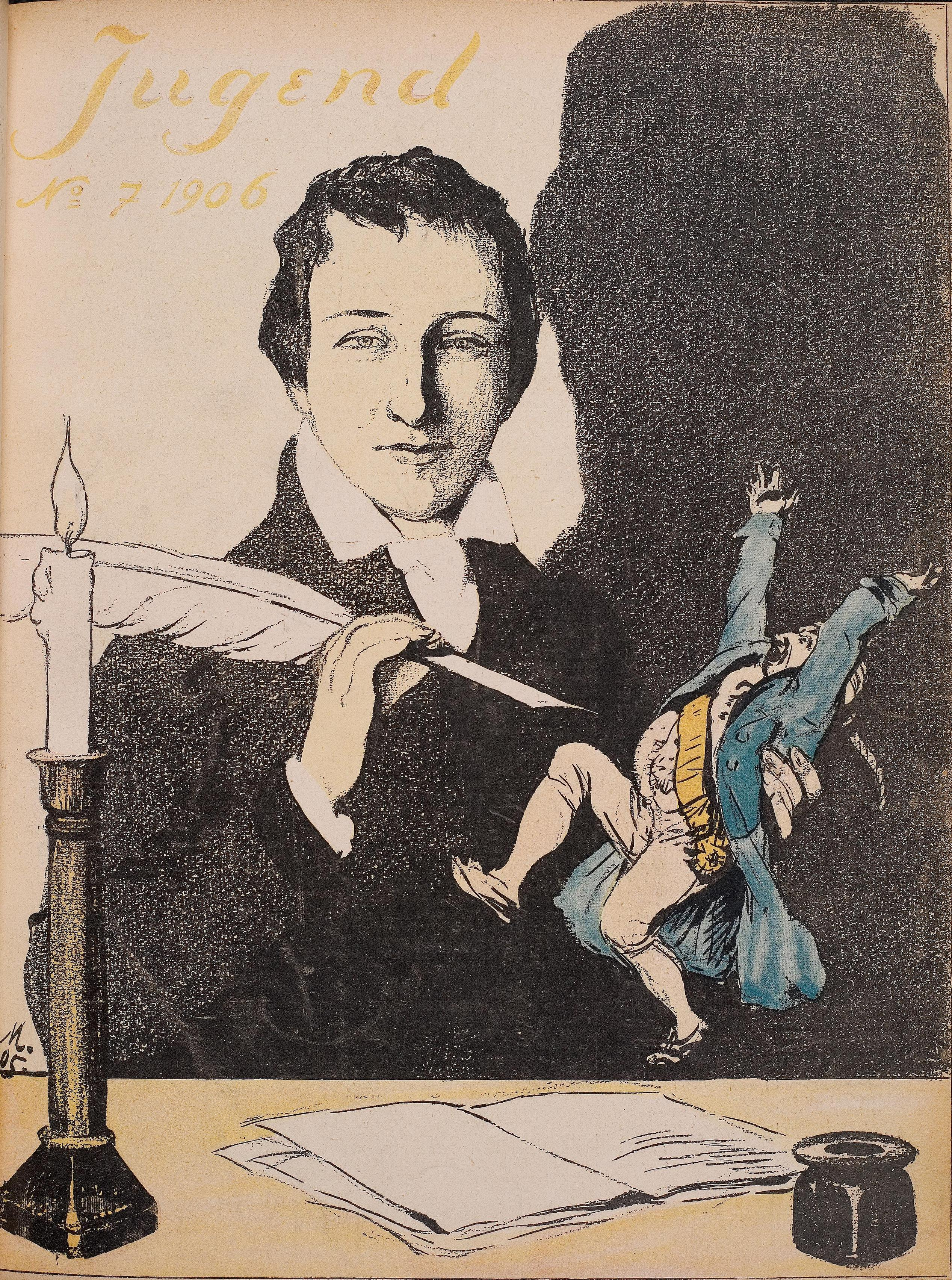
Portada conmemorativa del 50 aniversario de Heinrich Heine, 1906.

- Hans Anetsberger
- Karl Arnold
- Ernst Heredia
- Max Bernuth
- Arnold Böcklin
- Hans Christiansen
- Julius Diez
- Theodor Doebner
- Otto Eckmann
- Reinhold Max Eichler
- Erich Erler
- Fritz Erler
- Max Feldbauer
- Walter Georgi
- George Grosz
- Hugo von Habermann
- Josef Hegenbarth
- Th. Th. Heine
- Ferdinand Hodler
- Paul Hoecker
- Hugo Höppener (gen. Fidus)
- Heinrich Kley
- Julius Klinger
- Max Klinger
- Alfred Kubin
- Erich Kuithan
- Franz von Lenbach
- Max Mayrshofer
- Adolf Münzer
- Josef Oberberger
- Leo Putz
- Karl Rössing
- Christian Schad
- Arpad Schmidhammer
- Max Slevogt
- Hermann Stockmann
- Paul Stollreither
- Konstantin Somoff
- Hans Thoma
- Albert Weisgerber
- Rudolf Wilke
- Heinrich Zille

## Escritores
- Peter Paul Althaus
- Max Bernstein
- Richard Billinger
- Georg Bötticher
- Karl Ettlinger
- Ludwig Ganghofer
- Maxim Gorki
- Hanns von Gumppenberg
- Dora Hohlfeld
- Erich Kästner
- Hermann Kesten
- Erich Mühsam
- Bruno Paul
- Roda Roda
- Jo Hanns Rösler
- Karl Scheffler
- Peter Scher
- Anton Schnack
- Edgar Steiger
- Kurt Tucholsky